# Innerloop Studios
Innerloop Studios was een Noors computerspelontwikkelaar gevestigd in Oslo. Het bedrijf werd in mei 1996 opgericht en sloot zijn deuren in juni 2003. Vlak na de oprichting ging het bedrijf een partnerschap aan met Eidos Interactive; in september 2000 werden alle aandelen van Innerloop gekocht door Vision Park Entertainment. In 2002 werd het bedrijf weer onafhankelijk, maar na een jaar werd door geldgebrek de ontwikkeling van hun nieuwe spel geannuleerd en het bedrijf gesloten.

## Ontwikkelde spellen
| Release | Titel                        | Platform           |
| ------- | ---------------------------- | ------------------ |
| 1997    | Joint Strike Fighter         | Windows            |
| 2000    | Project I.G.I.: I'm Going In | Windows            |
| 2000    | Xtreme Sports                | Dreamcast, Windows |
| 2003    | I.G.I.-2: Covert Strike      | Windows            |